# 5-ös villamos (Prága)
A prágai 5-ös jelzésű villamos a Sídliště Barrandov és az Ústřední dílny Dopravního podniku között közlekedik.

## Útvonala
| Ústřední dílny DP felé | Sídliště Barrandov felé |
| --- | --- |
| Sídliště Barrandov – Werichova – Tréglova – Lamačova – K Barrandovu – Hlubočepská – Na Zlíchově – Nádražní – Lidická – Palackého most – Rašínovo nábřeží – Masarykovo nábřeží – Myslíkova – Spálená – Lazarská – Vodičková – Jindřišská – Senovážné náměstí – Bolzanova – Seifertova – Táboritská – Jičínská – Vinohradská – Černokostelecká – Ústřední dílny DP | Ústřední dílny DP – Černokostelecká – Vinohradská – Jičínská – Táboritská – Seifertova – Bolzanova – Senovážné náměstí – Jindřišská – Vodičková – Lazarská – Spálená – Myslíkova – Masarykovo nábřeží – Rašínovo nábřeží – Palackého most – Lidická – Nádražní – Na Zlíchově – Hlubočepská – K Barrandovu – Lamačova – Tréglova – Werichova – Sídliště Barrandov |

## Megállóhelyei
| 0  | Sídliště Barrandov végállomás | 57 | 4, 12, 20                                                                          |
| 1  | Poliklinika Barrandov         | 55 | 4, 12, 20                                                                          |
| 2  | Chaplinovo náměstí            | 54 | 4, 12, 20                                                                          |
| 3  | K Barrandovu                  | 53 | 4, 12, 20                                                                          |
| 4  | Geologická                    | 51 | 4, 12, 20                                                                          |
| 7  | Hlubočepy                     | 49 | 4, 12, 20                                                                          |
| 8  | Zlíchov                       | 47 | 4, 12, 20                                                                          |
| 10 | Lihovar                       | 45 | 4, 12, 20 · P3                                                                     |
| 11 | ČSAD Smíchov                  | 44 | 4, 12, 20                                                                          |
| 13 | Smíchovské nádraží            | 43 | B 4, 12, 20 R10 R16 R18 R19 R26 S5 S6 S65 S7                                       |
| 14 | Plzeňka                       | 41 | 4, 12, 20                                                                          |
| 15 | Na Knížecí                    | 40 | B · 4, 7, 12, 20, 21 · P5                                                          |
| 18 | Anděl                         | 38 | B 4, 7, 9, 10, 12, 15, 16, 20, 21                                                  |
| 19 | Zborovská                     | 36 | 4, 7, 10, 16                                                                       |
| 22 | Jiráskovo náměstí             | 32 | 17                                                                                 |
| 24 | Myslíkova                     | 30 |                                                                                    |
| 25 | Lazarská                      | 29 | 3, 6, 9, 14, 24                                                                    |
| 26 | Vodičkova                     | 2  | 3, 6, 9, 14, 24                                                                    |
| 28 | Václavské náměstí             | 27 | A B 3, 6, 9, 14, 24                                                                |
| 30 | Jindřišská                    | 25 | 3, 6, 9, 14, 15, 24, 26                                                            |
| 32 | Hlavní nádraží                | 23 | C 4, 9, 26 S1 R10 R16 R17 R18 R19 S2 R20 R21 R26 S3 S4 R43 R49 S5 S65 S7 S8 S88 S9 |
| 34 | Husinecká                     | 20 | 9, 15, 26                                                                          |
| 36 | Lipanská                      | 18 | 9, 15, 26                                                                          |
| 37 | Olšanské náměstí              | 17 | 9, 15, 26                                                                          |
| 40 | Flora                         | 15 | A 10, 11, 13, 15, 16                                                               |
| 41 | Olšanské hřbitovy             | 14 | 10, 11, 13, 15, 16                                                                 |
| 42 | Želivského                    | 13 | A 10, 11, 13, 16                                                                   |
| 44 | Želivského                    | 11 | A 13, 26                                                                           |
| 45 | Vinohradské hřbitovy          | 10 | 13, 26                                                                             |
| 46 | Krematorium Strašnice         | 9  | 13, 26                                                                             |
| 47 | Vozovna Strašnice             | 8  | 13, 26                                                                             |
| 48 | Vinice                        | ∫  | 7, 13                                                                              |
| 50 | Solidarita                    | 7  | 7, 13                                                                              |
| 51 | Zborov - Strašnické divadlo   | 6  | 7, 13                                                                              |
| 52 | Nové Strašnice                | 5  | 7, 13                                                                              |
| 53 | Černokostelecká               | 4  | 7, 13                                                                              |
| 54 | Depo Hostivař                 | 3  | A                                                                                  |
| 55 | Malešická továrna             | 2  |                                                                                    |
| 56 | Na Homoli                     | 1  |                                                                                    |
| 57 | Ústřední dílny DP végállomás  | 0  |                                                                                    |